# Nobutaka Taguchi
Nobutaka Taguchi, född 18 juni 1951 i Saijo, är en japansk före detta simmare.
Taguchi blev olympisk guldmedaljör på 100 meter bröstsim vid sommarspelen 1972 i München.